# سیارک ۲۱۴۹۵
سیارک ۲۱۴۹۵ (به انگلیسی: 21495 Feaga، نامگذاری:1998JP2) بیست و یک هزار و چهارصد و نود و پنجمین سیارک کشف شده‌است که در ۱ مه ۱۹۹۸ کشف شد.
قدر مطلق سیارک برابر ۱۸.۶ است.